# Liste der Kulturdenkmäler in Liebshausen
In der Liste der Kulturdenkmäler in Liebshausen sind alle Kulturdenkmäler der rheinland-pfälzischen Ortsgemeinde Liebshausen aufgeführt. Grundlage ist die Denkmalliste des Landes Rheinland-Pfalz (Stand: 27. Oktober 2023).

## Einzeldenkmäler
| Bezeichnung                                  | Lage                | Baujahr | Beschreibung | Bild                           |
| -------------------------------------------- | ------------------- | ------- | --- | ------------------------------ |
| Katholische Filialkirche Hl. Antonius Eremit | Hauptstraße 10 Lage | 1821–25 | 1821–25, Architekt Königlicher Bauinspektor Maeber, danach Ferdinand Nebel, Koblenz, Glockenturm 1873, Langhausneubau 1950; am Chor Kruzifix, Korpus vom Anfang des 17. Jahrhunderts | weitere Bilder Fotos hochladen |